# Suzuki Tokuma
Suzuki Tokuma (sinh ngày 12 tháng 3 năm 1997) là một cầu thủ bóng đá người Nhật Bản.

## Sự nghiệp câu lạc bộ
Suzuki Tokuma hiện đang chơi cho Tokushima Vortis.